# Sewar
Il Sewar (noto anche come Sejwa, Sivas, Siwah, Siwai, Siwar o Siwaz) è un coltello-pugnale di origine indiana ma diffuso principalmente sull'isola di Sumatra, in Indonesia. L'arma è chiamata  sewah dai Gayonesi, seiva dai Minangkabau, siva dagli Alas e siwaih dagli Acehnesi.

## Descrizione
Il sewar è un coltello-pugnale usato nelle tecniche tradizionali indonesiane di combattimento corpo a corpo. La lama è leggermente ricurva e può essere a taglio singolo o doppio, e può allargarsi o restringersi verso la punta. Il filo può essere concavo o piatto e l'arma non è dotata di guardia. Una ghiera d'ottone è solitamente montata per meglio assicurare la lama al manico; tale ghiera, detta tampo, è molto decorata nelle versioni cerimoniali del sewar. La sua sezione può essere rettangolare, esagonale, ottagonale o triangolare. L'impugnatura è di legno e può essere decorata con incisioni o ornamenti metallici. Il fodero, a sezione ovale, consiste in due pezzi di legno legati insieme con stringhe di rattan (o d'oro e argento nelle versioni più preziose) ed è decorato con incisioni, ma gli esemplari particolarmente pregiati sono spesso ornati da metalli preziosi o gemme incastonate. Non mancano inoltre i casi di foderi decorati a smalto. Il sewar è piuttosto simile al rencong, pur avendo una lama più lunga e pesante e un fodero differente. Le caratteristiche della lama lo rendono un'arma adatta per squarciare. Presenta delle somiglianze funzionali e culturali con il kriss.

## Impiego cerimoniale
Il sewar ha una funzione cerimoniale presso i Minangkabau, che lo usano nel tari sewah (letteralmente "danza del sewah"), praticata da due o tre danzatori. Nel caso in cui essi siano solo due, uno solo di loro porta il sewar; se invece essi sono in tre, gli armati sono due ed eseguono dei movimenti che rappresentano attacchi rivolti al danzatore disarmato. Tale danza, che non è praticata da persone che provino dei risentimenti personali verso il danzatore disarmato, fa parte del tarian pancak, una categoria di danze tradizionali influenzate dal silat, un'arte marziale originaria dell'Indonesia.